# ترخس مركاكولي
ترخس مركاكولي (الاسم العلمي:Trechus markakolensis) هو نوع من الحشرات يتبع جنس الترخس من فصيلة الخنافس الأرضية.